# Paul Creston
Pour les articles homonymes, voir Creston.
Paul Creston, né le 10 octobre 1906 à New York et mort le 24 août 1985 à Poway dans la banlieue de San Diego (Californie), est un compositeur américain.

## Biographie
Il étudie le piano puis l'orgue mais reste autodidacte dans le domaine de la composition. Son œuvre est proche de celles de Roger Sessions et de William Schuman, non descriptive et à l'élément rythmique prépondérant.
Creston est aussi un enseignant reconnu qui a formé, entre autres, John Corigliano.

## Œuvres

### Musique de scène
- Two Choric Dances – "Time Out of Mind", Ballet, Op. 17a (1938)
- A Tale About the Land, An American Folk Ballet for voice, piano, clarinet and percussion, Op. 23 (1940)

### Musique orchestrale
- Out of the Cradle Endlessly Rocking (1934); after a poem by Walt Whitman
- Gregorian Chant for string orchestra; arrangement of movement III from String Quartet, Op. 8
- Fugue for string orchestra; arrangement of movement IV from String Quartet, Op. 8
- Threnody, Op. 16 (1938)
- Two Choric Dances, Op. 17 (1938); for chamber orchestra (Op. 17a) or orchestra (Op. 17b)
- Symphony No. 1, Op. 20 (1940)
- Prelude and Dance, Op. 25 (1941)
- A Rumor, Op. 27 (1941)
- Pastorale and Tarantella, Op. 28 (1941)
- Fantasy Op. 32 (1942)
- Chant of 1942, Op. 33 (1943)
- Frontiers, Op. 34 (1943)
- Symphony No. 2, Op. 35 (1944)
- Poem, Op. 39 (1945)
- Symphony No. 3 "Drie mysteries", Op. 48 (1950)
- Symphony No. 4, Op. 52 (1951)
- Walt Whitman, Op. 53 (1952)
- Invocation and Dance, Op. 58 (1953)
- Dance Overture, Op. 62 (1954)
- Symphony No. 5, Op. 64 (1955)
- Lydian Ode, Op. 67
- Toccata, Op. 68 (1957)
- Pre-Classic Suite, Op. 71 (1957)
- Janus, Op. 77 (1959)
- Corinthians XIII, Tone Poem, Op. 82 (1963)
- Choreographic Suite, Op. 86 (1965); for chamber orchestra (Op. 86a) or orchestra (Op. 86b)
- Introit "Hommage à Pierre Monteux", Op. 87 (1965–1966)
- Airborne Suite (1966)
  1. Evening in Texas
  2. Sunrise in Puerto Rico
  3. High Noon – Montreal
  4. Midnight – Mexico
- Pavanne Variations, Op. 86 (1966)
- Chthonic Ode "Homage to Henry Moore" for large orchestra with euphonium, celesta and piano, Op. 90 (1966)
- Thanatopsis, Op. 101 (1971)
- Suite for string orchestra, Op. 109 (1978)
- Symphony No. 6 "Organ Symphony" for organ and orchestra, Op. 118 (1981)
- Evening in Texas
- Kangaroo Kaper
- Rumba - Tarantella
- Sunrise in Puerto Rico

### Musique pour fanfares
- Legend, Op. 31 (1942)
- Zanoni, Op. 40 (1946)
- Celebration Overture, Op. 61 (1954)
- Prelude and Dance, Op. 76 (1959)
- Anatolia (Turkish Rhapsody), Op. 93 (1967)
- Kalevala, Fantasy on Finnish Folk Songs, Op. 95 (1968)
- Jubilee, Op. 102 (1971)
- Liberty Song '76, Op. 107 (1975); also for mixed chorus and concert band
- Festive Overture, Op. 116 (1980)

### Musique concertante
- Concertino for marimba and orchestra (or concert band), Op. 21 (1940) (premiered by Ruth Stuber)
- Concerto for saxophone and orchestra, Op. 26 (1941)
- Concerto for alto saxophone, Op. 26 (1944)
- Fantasy for piano and orchestra, Op. 32 (1942)
- Dawn Mood for piano and orchestra, Op. 36 (1944)
- Poem for harp and orchestra, Op. 39 (1945)
- Homage for viola (or cello) and string orchestra, Op. 41 (1947)
- Fantasy for trombone and orchestra (or concert band), Op. 42 (1947)
- Concerto for piano and orchestra, Op. 43 (1949)
- Concerto for 2 pianos and orchestra, Op. 50 (1950)
- Concerto No. 1 for violin and orchestra, Op. 65
- Concerto for accordion and orchestra, Op. 75
- Concerto No. 2 for violin and ochestra, Op. 78 (1960)
- Fantasy for accordion and orchestra, Op. 85 (1964); also for accordion solo
- Sādhanā for cello and orchestra, Op. 117 (1981)

### Musique de chambre
- Three Poems from Walt Whitman for cello and piano, Op. 4
- Suite for alto saxophone or clarinet and piano, Op. 6
- String Quartet, Op. 8 (1936)
- Partita for flute, violin (or 2 violins) and piano (or string orchestra), Op. 12 (1937)
- Suite for viola and piano, Op. 13 (1938)
- Suite for violin and piano, Op. 18
- Sonata for alto saxophone and piano, Op. 19 (1939)
- Meditation for marimba and organ (arrangement of movement  II of Concertino, Op. 21)
- Homage for viola (or cello), harp and organ, Op. 41 (1947); also for viola and string orchestra
- Lydian Song for harp solo, Op. 55 (1952)
- Suite for flute, viola and piano, Op. 56 (1953)
- Suite for cello and piano, Op. 66 (1956)
- Olympia, Rhapsody for harp solo, Op. 94 (1968)
- Concertino for piano and woodwind quintet, Op. 99 (1969)
- Ceremonial for percussion ensemble and piano, Op. 103 (1972)
- Rapsodie for saxophone and organ, Op. 108 (1976)
- Suite for saxophone quartet, Op. 111 (1979)
- Piano Trio, Op. 112 (1979)
- Cantilena from Sadhana for cello and piano, Op. 117 (1981); original for cello and orchestra; also for voice and piano
- Fanfare for Paratroopers for brass

### Musique pour claviers
- Hippo's Dance for piano
- Kangaroo Kaper for piano
- Little Red Pony for piano
- Moment Musical for piano (1926)
- Phases: Dance Suite for piano
- Prelude and Dance for piano
- Antitheses for piano (1930)
- A Chant of Work for piano (1930)
- Five Dances for piano, Op. 1
- Music for "Iron Flowers" for piano (1933?); incidental music for the play by Cecil Lewis
- Seven Theses for piano, Op. 3 (1933)
- Variations on "The First Noel" for organ (1934)
- Sonata for piano, Op. 9
- Five Two-Part Inventions for piano, Op. 14 (1946)
- Five Little Dances for piano, Op. 24
- Prelude and Dance for piano, Op. 29
- Six Preludes for piano, Op. 38
- Prelude and Dance for accordion, Op. 69 (1957)
- Suite for organ, Op. 70
- Fantasia for organ, Op. 74 (1958)
- Wedding Recessional for organ (1961)
- Three Narratives for piano, Op. 79 (1962)
- Pony Rondo (a.k.a. Rondino) for piano solo (1964)
- Rapsodia Breve for organ, Op. 81 (1963)
- Metamorphoses for piano, Op. 84 (1964)
- Fantasy for accordion solo, Op. 85 (1964); also for accordion and orchestra
- Rumba-Tarantella for piano 4-hands (1964)
- Song of Sicily for piano (1964); from the TV film The Twentieth Century: Invasion of Sicily
- Rhythmicon, Piano Studies in Rhythm, 10 Books (1964–1977)
- Interlude for piano (c.1966)
- Embryo Suite for accordion solo, Op. 96 (1968)
- Variation for Eugene Ormandy (On the Occasion of His 70th Birthday) for piano (1969)
- Romanza for piano, Op. 110 (1978)
- Offertory for piano, Op. 113 (1980)
- Interlude for piano, Op. 114 (1980)
- Prelude and Dance for 2 pianos, Op. 120 (1982)

### Musique vocale
- Seems Lak de Love Dreams Just Wont Last for voice and piano (c.1923); words by Marguerite T. George
- I Am He Who Walks the States... for voice and piano
- The Bird of the Wilderness for voice and piano, Op. 2
- Thanatopses, 4 Songs to Death for voice and piano (or voice, piano and string quartet), Op. 7 (1935); words by Rabindranath Tagore
- Three Sonnets for voice and piano, Op. 10 (1936); words by Arthur Davison Ficke
- Dance Variations for coloratura soprano and orchestra, Op. 30 (1941–1942)
- Psalm XXIII for high voice and piano, Op. 37 (1945); original for soprano, mixed chorus and orchestra
- Three Songs for voice and piano, Op. 46 (1950); words by Edward Pinkney and John Neihardt
- The Lambs to the Lamb for voice and piano, Op. 47 (1950); original version for female chorus and piano or organ; words by Martha Nicholson Kemp
- French Canadian Folk Songs for voice and piano, Op. 49 (1950)
- Ave Maria for voice and piano, Op. 57 (1953)
- La Lettre for voice and piano, Op. 59 (1954)
- A Song of Joys for voice and piano, Op. 63 (1955); words by Walt Whitman
- Song of Sicily for voice and piano (1964); from the TV score Invasion of Sicily
- Nocturne for soprano or tenor and 11 instruments, Op. 83 (1964); words by W. H. Auden
- Palermo in the Moonlight for voice and piano (1964); words by Mitchell Parish
- From The Psalmist for contralto and orchestra, Op. 91 (1967)
- Cantilena from Sadhana for voice and piano, Op. 117 (1981); original for cello and orchestra; also for cello and piano
- Carousel Song for voice and piano; words by Arthur Newman

### Musique chorale
- Three Chorales from Tagore for mixed chorus a cappella, Op. 11; words by Rabindranath Tagore
- Missa Pro Defunctis ("Requiem Mass") for male chorus and organ, Op. 15 (1938)
- Dedication for mixed chorus and piano (or organ, or string orchestra), Op. 22 (1940); originally entitled Dirge; words by Arturo Giovannitti
- Here Is Thy Footstool for mixed chorus a cappella
- Psalm XXIII for soprano, mixed chorus and orchestra, Op. 37 (1945); also for voice and piano; also a version for male chorus and piano
- Missa Solemnis for mixed chorus or male chorus and organ or orchestra, Op. 44
- Two Motets for male chorus and organ, Op. 45 (1950)
- The Lambs to the Lamb for female chorus and piano or organ, Op. 47 (1950); also a version for voice and piano; words by Martha Nicholson Kemp
- Black and Tan America for baritone, mixed chorus and piano, Op. 51 (1951); words by Charles H. Stern
- Missa "Adoro Te" for mixed chorus and organ, Op. 54 (1952)
- Cindy for mixed chorus and piano (1953)
- Prayer of Thanksgiving for mixed chorus and organ (1953)
- Way Up on Old Smoky for mixed chorus and organ (1953)
- The Celestial Vision for male chorus a cappella, Op. 60 (1954); words by Dante, Walt Whitman, and from the Bhagavad Gita
- My Lord Upon a Sickle Hangs for mixed chorus (1955?); words by Louis J. Maloof
- Praise the Lord for mixed chorus a cappella, Op. 72
- Lilium Regis for mixed chorus and piano, Op. 73 (1958); words by Francis Thompson
- Isaiah's Prophecy, A Christmas Oratorio for soprano, mezzo-soprano, 2 tenors, 2 baritones, bass, mixed chorus and orchestra, Op. 80 (1962)
- Mass of the Angels for unison voices (1966)
- Now Thank We All Our God for mixed chorus and organ, Op. 88 (1966)
- None Lives For Ever for female chorus and piano or organ, Op. 92 (1967); words by Rabindranath Tagore
- Missa "Cum Jubilo" for mixed chorus a cappella (or with piano, organ, or string orchestra), Op. 97 (1968)
- Hyas Illahee: A Corosymfonic Suite (The Northwest Corosymfonic Suite) for mixed chorus and piano, Op. 98 (1969)
- Leaves of Grass for mixed chorus and piano, Op. 100 (1970); words by Walt Whitman
- Calamus for baritone, mixed chorus, brass ensemble, timpani and percussion, Op. 104 (1972); words by Walt Whitman
- Liberty Song '76 for mixed chorus and concert band, Op. 107 (1975); also for band
- Prodigal for mixed chorus and piano, Op. 115 (1980); words by Renato M. Getti
- O Come, Let Us Sing for mixed chorus and organ, Op. 119 (1982); text adapted from Psalms 92, 95, and 96

### Musique pour le cinéma et la télévision
- Lake Carrier (1942)
- Brought to Action (1945)
- Air Power, TV series (1956)
- The Twentieth Century, TV series (7 episodes, 1958–1964)
  - The Russo-Finnish War (16 November 1958)
  - Revolt in Hungary (14 December 1958); Creston received a Christopher Award.
  - The Frozen War (8 February 1959)
  - Suicide Run to Murmansk (1 November 1959)
  - Typhoon at Okinawa (26 November 1961)
  - The Great Weather Mystery (24 December 1961)
  - Invasion of Sicily (19 January 1964)
- In the American Grain, documentary on poet William Carlos Williams; Creston won an Emmy Award for his score.

### Œuvre inachevée
- Pantonal Lullaby, Op. 121

## Écrits
- Principles of Rhythm, F. Colombo, New York (1964)
- The Beat Goes On (1969)
- Creative Harmony, New York (1970)
- Music and Mass Media (1970)
- A Composer's Creed (1971)
- Rational Metric Notation, Exposition Press, New York (1979)